# 臺中市立四張犁國民中學
臺中市立四張犁國民中學（簡稱四張犁國中）是位於臺灣臺中市北屯區的市立國民中學。

## 校史[1]
- 1996年5月，提議案設校。
- 1997年3月，核派設校籌備主任。
- 1997年4月，奉准籌備設校。
- 1997年5月，奉准成立新學校。
- 1997年6月，召開校名命名會。
- 1997年7月，召開第二次校名命名會議，初名「四民國中」。同月學校正式成立。
- 1997年8月，首任林信男校長派任。
- 1997年10月，第三次校名命名會議，呈核定為「四張犁國中」。
- 1997年11月，正式核定校名，更名「四張犁國中」。
- 1998年7月，辦理開工動土典禮。
- 1999年10月，第一期校舍工程如期完工，取得使用執照。
- 2000年6月，招收新生，共收一年級新生十三班。
- 2000年10月，第二期校舍工程如期完工，取得使用執照。
- 2003年2月，台中市議會第十五屆第二次大會審議通過本校活動中心興建法定預算，並依臺中市政府民國九十二年一月八日府教國字第09200038934號函辦理活動中心新建工程相關事項。
- 2004年12月22日，活動中心動土。
- 2011年，新建午餐廚房。

## 歷任校長
1. 林信男：1997年8月－2001年1月
2. 林振成：2001年2月－2007年10月
  1. 徐吉春：2007年11月－2008年7月（代理校長）
3. 徐榮燦：2008年8月－2015年7月
4. 陳玉正：2015年8月－2021年7月
5. 陳姿伶：2021年8月－現任

## 外部連結
- 台中市立四張犁國民中學  （页面存档备份，存于）

1. ↑  .   [2024-03-23]. （原始内容存档于2024-11-17）.